# Myrmelachista skwarrae
Myrmelachista skwarrae är en myrart som beskrevs av Wheeler 1934. Myrmelachista skwarrae ingår i släktet Myrmelachista och familjen myror.

## Underarter
Arten delas in i följande underarter:
- M. s. laeta
- M. s. picea
- M. s. skwarrae